# Lista de vulcões de Portugal
Embora não existam vulcões ativos no território continental de Portugal, com excepção dos restos geológicos de vulcanismo antigo, as regiões autónomas têm uma longa história de vulcanismo ativo. A seguir está uma lista de vulcões ativos e extintos nos territórios portugueses dos Açores e da Madeira.

## Açores
- O maior vulcão dos Açores: Monte Pico
- Uma série de cones em direção à Caldeira na ilha do Faial
- O escudo vulcão de Santa Bárbara na Terceira
- Pico do Gaspar, um cone de salpicos na Terceira

| Nome                                  | Metros | Feet   | Localização               | Ilha       | Coordenada                   | Última erupção                |
| Água de Pau (Fogo)                    | 947    | 3 100  | Serra de Água de Pau      | São Miguel | 37° 45′ 44″ N, 25° 28′ 25″ O | 1564                          |
| Caldeirão                             | 718    | 2 400  | Morro dos Homens          | Corvo      | 39° 42′ 37″ N, 31° 06′ 39″ O | -                             |
| Banco D. João de Castro               | -43    | −141   | Oceano Atlântico          | -          | 38° 13′ 47″ N, 26° 37′ 48″ O | 1720                          |
| Sete Cidades                          | 856    | 2 800  | Sete Cidades Massif       | São Miguel | 37° 52′ 11″ N, 25° 46′ 48″ O | 1880                          |
| Pico das Éguas                        | 874    | 2 900  | Maciço das Sete Cidades   | São Miguel | 37° 49′ 46″ N, 25° 45′ 18″ O | -                             |
| Serra Gorda                           | 485    | 1 600  | Região Fissural dos Picos | São Miguel | 37° 47′ 20″ N, 25° 40′ 59″ O | -5000                         |
| Congro                                | 560    | 1 800  | Achada das Furnas         | São Miguel | 37° 45′ 22″ N, 25° 24′ 25″ O | -3400                         |
| Furnas                                | 804    | 2 600  | Achada das Furnas         | São Miguel | 37° 46′ 11″ N, 25° 19′ 12″ O | 1630                          |
| Vulcão de Santa Bárbara               | 1021   | 3 300  | Oeste da Terceira         | Terceira   | 38° 43′ 47″ N, 27° 19′ 11″ O | 1761 (terra); 1998-2000 (mar) |
| Maciço do Pico Alto                   | 808    | 2 700  | Agualva                   | Terceira   | 38° 45′ 20″ N, 27° 12′ 36″ O | <1000                         |
| Complexo Vulcânico de Guilherme Moniz | 632    | 2 100  | ilha Terceira             | Terceira   | 38° 41′ 20″ N, 27° 11′ 36″ O | <1000                         |
| Caldeira                              | 402    | 1 300  | -                         | Graciosa   | 39° 01′ 29″ N, 27° 58′ 19″ O | -10000                        |
| Pico                                  | 2351   | 7 700  | -                         | Pico       | 38° 28′ 19″ N, 28° 21′ 50″ O | 1718                          |
| Capelinhos                            | 755    | 2 500  | Costa de Nau              | Faial      | 38° 36′ 06″ N, 28° 49′ 57″ O | 1958                          |
| Caldeira                              | 1043   | 3 400  | Cabeço Gordo              | Faial      | 38° 35′ 09″ N, 28° 42′ 50″ O | 1958                          |
| Vulcão Submarino da Serreta           | -300   | −984   | Oceano Atlântico          | -          | 38° 47′ 06″ N, 27° 27′ 00″ O | 2001                          |
| S.V. Velas                            | -32    | −105   | Oceano Atlântico          | -          | 38° 42′ 30″ N, 28° 17′ 08″ O | 1964                          |
| S.V. Cachorro                         | -130   | −427   | Oceano Atlântico          | -          | 38° 35′ 32″ N, 28° 29′ 32″ O | 1963                          |
| Banco Monaco                          | -197   | −646   | Oceano Atlântico          | -          | 37° 36′ 02″ N, 25° 51′ 59″ O | 1911                          |
| S.V. Sabrina                          | -26    | −85    | Oceano Atlântico          | -          | 37° 51′ 09″ N, 25° 52′ 18″ O | 1811                          |
| Urzelina                              | 900    | 3 000  | Mato da Urzelina          | São Jorge  | 38° 40′ 03″ N, 28° 07′ 19″ O | 1808                          |
| Pico Vermelho                         | 937    | 3 100  | Fissural Zone             | Terceira   | 38° 44′ 07″ N, 27° 16′ 48″ O | 1761                          |
| Cabeços do Fogo                       | 445    | 1 500  | Fissural Zone             | Pico       | 38° 25′ 57″ N, 28° 18′ 27″ O | 1720                          |
| S.V. Hirondella                       | -2665  | −8 743 | Oceano Atlântico          | -          | 38° 07′ 02″ N, 26° 07′ 59″ O | 1682                          |
| Cabeço do Fogo                        | 104    | 340    | Capelo                    | Faial      | 38° 35′ 11″ N, 28° 46′ 08″ O | 1672                          |
| Picarito                              | 430    | 1 400  | Capelo                    | Faial      | 38° 35′ 11″ N, 28° 46′ 08″ O | 1673                          |
| Pico do Fogo                          | 275    | 900    | Fissural Zone             | São Miguel | 37° 46′ 32″ N, 25° 34′ 56″ O | 1652                          |
| S.V. Candelária                       | -115   | −377   | Ponta da Candelária       | São Miguel | 37° 49′ 34″ N, 25° 52′ 26″ O | 1638                          |
| Lagoa Seca                            | 375    | 1 200  | Furnas                    | São Miguel | 37° 44′ 34″ N, 25° 19′ 33″ O | 1630                          |
| Mistério da Queimada                  | 264    | 870    | Fissual Zones Manadas     | São Jorge  | 38° 40′ 45″ N, 28° 11′ 25″ O | 1580                          |
| Pico do Sapateiro (Pico Queimado)     | 348    | 1 100  | Serra de Água de Paul     | São Miguel | 37° 47′ 07″ N, 25° 32′ 37″ O | 1563                          |
| Cabeços do Mistério                   | 816    | 2 700  | Fissural Zone             | Pico       | 38° 28′ 04″ N, 28° 16′ 20″ O | 1564                          |
| Pico do Gaspar                        | 361    | 1 200  | Achada das Furnas         | São Miguel | 37° 45′ 31″ N, 25° 18′ 58″ O | 1443                          |

## Madeira
- O pico vulcânico mais alto da Madeira, Pico Ruivo
- Uma camada de nuvens ao redor do Pico das Torres
- Olhando para o cume do Pico do Arieiro

| Nome            | Metros | Pés   | Localização         | Ilha    | Coordenada                   | Última erupção |
| Pico do Arieiro | 1818   | 6 000 | Planalto da Madeira | Madeira | 32° 44′ 08″ N, 16° 55′ 44″ O | -              |
| Pico Ruivo      | 1862   | 6 100 | Planalto da Madeira | Madeira | 32° 45′ 31″ N, 16° 56′ 32″ O | -              |
| Pico das Torres | 1853   | 6 100 | Planalto da Madeira | Madeira | 32° 44′ 59″ N, 16° 56′ 19″ O | -              |